# Raport Dooge’a
Raport Dooge’a – utworzony w 1985 r. dokument poświęcony rozwojowi Wspólnoty Europejskiej. Został przygotowany przez komitet kierowany przez irlandzkiego senatora i byłego ministra spraw zagranicznych Irlandii Jamesa Dooge’a i przedstawiony Radzie Europejskiej na spotkaniu w Brukseli 29–30 marca 1985 r. W raporcie wskazano, że Wspólnota przechodzi kryzys i trzeba ją wzmocnić, tworząc ściślejszą formę współpracy, czyli Unię Europejską. By formalizacja współpracy nie ograniczała działań, zaproponowano, by decyzje były podejmowane zgodnie z procedurami, które mogą się zmieniać zależnie od tego czy praca odbywać się będzie w ramach współpracy międzyrządowej, traktatów o Wspólnotach, czy też przy wykorzystaniu nowych uzgodnionych instrumentów.
Ponadto zapowiedziano w raporcie stopniowe likwidowanie osobnego traktowania Wspólnoty i Europejskiej Współpracy Politycznej oraz zaproponowano, by konsultacje na tematy bezpieczeństwa zewnętrznego objęły także wymianę strategii i technologii wojskowych oraz tworzenie wspólnych standardów zbrojeniowych. Pozostałe kwestie obronne nie zostały włączone do raportu z uwagi na sprzeciw Irlandii i Danii.
Zaproponowano również w dokumencie utworzenie stałego sekretariatu, jednak jego kompetencje miały się ograniczać do wspierania prezydencji jedynie w zakresie EWP. Postulowano zwołanie konferencji, na której rozpoczęto by negocjacje w sprawie traktatu o Unii Europejskiej. Miały się one odbywać według zasad raportu Dooge’a, Deklaracji stuttgarckiej, acquis communautaire oraz zasad i metod pracy przegłosowanych przez Parlament Europejski, co ostatecznie nie zostało przyjęte przez Radę Europejską.
Raport został przygotowany przy wielu zastrzeżeniach ze strony różnych państw członkowskich: Irlandia i Dania nie chciały poruszania w nim kwestii bezpieczeństwa, Dania dodatkowo miała uwagi odnośnie do zewnętrznej tożsamości Unii, Grecji nie podobała się zasada konsensusu i oddzielanie EWP od NATO, Wielka Brytania zaś wyrażała zastrzeżenia do propozycji dotyczących relacji zagranicznych.